# Probopyrus demani
Probopyrus demani är en kräftdjursart som först beskrevs av Weber 1892.  Probopyrus demani ingår i släktet Probopyrus och familjen Bopyridae. Inga underarter finns listade i Catalogue of Life.